# Mario Rubeša
Mario Rubeša (Rijeka, 29. svibnja 1980.) je nogometni agent. Bivši je direktor nogometnih klubova HNK Rijeka i NK Istra 1961.
Nakon završetka Ekonomskog fakulteta u Rijeci pohađa daljnje školovanje u područjima sportskog menadžmenta i marketinga.
Već u svojim 20-ima otvara tvrtku i započinje karijeru sportskog menadžmenta i marketinga. Surađuje s mnogim sportskim, prvenstveno nogometnim klubovima i nogometnim igračima.
2006. godine postaje marketing menadžer u HNK Rijeka, gdje je bio uključen i u sve ostale svakodnevne aktivnosti kluba. 2007. godine postaje najmlađi direktor u povijesti toga kluba. Direktorsku funkciju izvršava sve do 2011.godine. Od 2007. – 2009. bio je potpredsjednik Udruge prvoligaša.
U sezoni 2008./2009., HNK Rijeka je osvojila 3.mjesto u hrvatskom prvenstvu i igrala je kvalifikacije UEFA Europska liga.
U sezoni 2015./2016. bio je menadžer u NK Istra 1961. Nakon godine rada u tom klubu spominje se i kao potencijalni direktor nogometnog kluba NK Olimpija Ljubljana (2005.) .
Trenutno radi kao nogometni agent, na njegovu preporuku igrači su ostvarili transfere u respektabilne nogometne klubove, kao npr. Manuel Pamić u AC Chievo Verona, Lorenco Šimić u U.C. Sampdoria, Nana Welbeck u Odense Boldklub itd.
| Karijera                                            |
| --------------------------------------------------- |
| 2016- Nogometni agent                               |
| 2015-2016 Menadžer u NK Istra 1961                  |
| 2011-2015 Tvrtka za sportski menadžment i marketing |
| 2007-2009 Potpredsjednik Udruge prvoligaša          |
| 2007-2011 Direktor u NK Rijeka                      |
| 2006-2007 Marketing menadžer u NK Rijeka            |